# Ірбейське
Ірбейське (рос. Ирбейское) — село в Росії, у Красноярському краї, адміністративний центр Ірбейського району. Населення - 4687 осіб.

## Географія
Розташоване на березі річки Кан поруч із залізничною станцією Ірбейська (на лінії Тайшет - Саянська).

## Історія
Засноване в 1710 році. В селі є краєзнавчий музей.